# Werdorf
Werdorf ist ein Stadtteil der Kleinstadt Aßlar im mittelhessischen Lahn-Dill-Kreis.

## Geografie

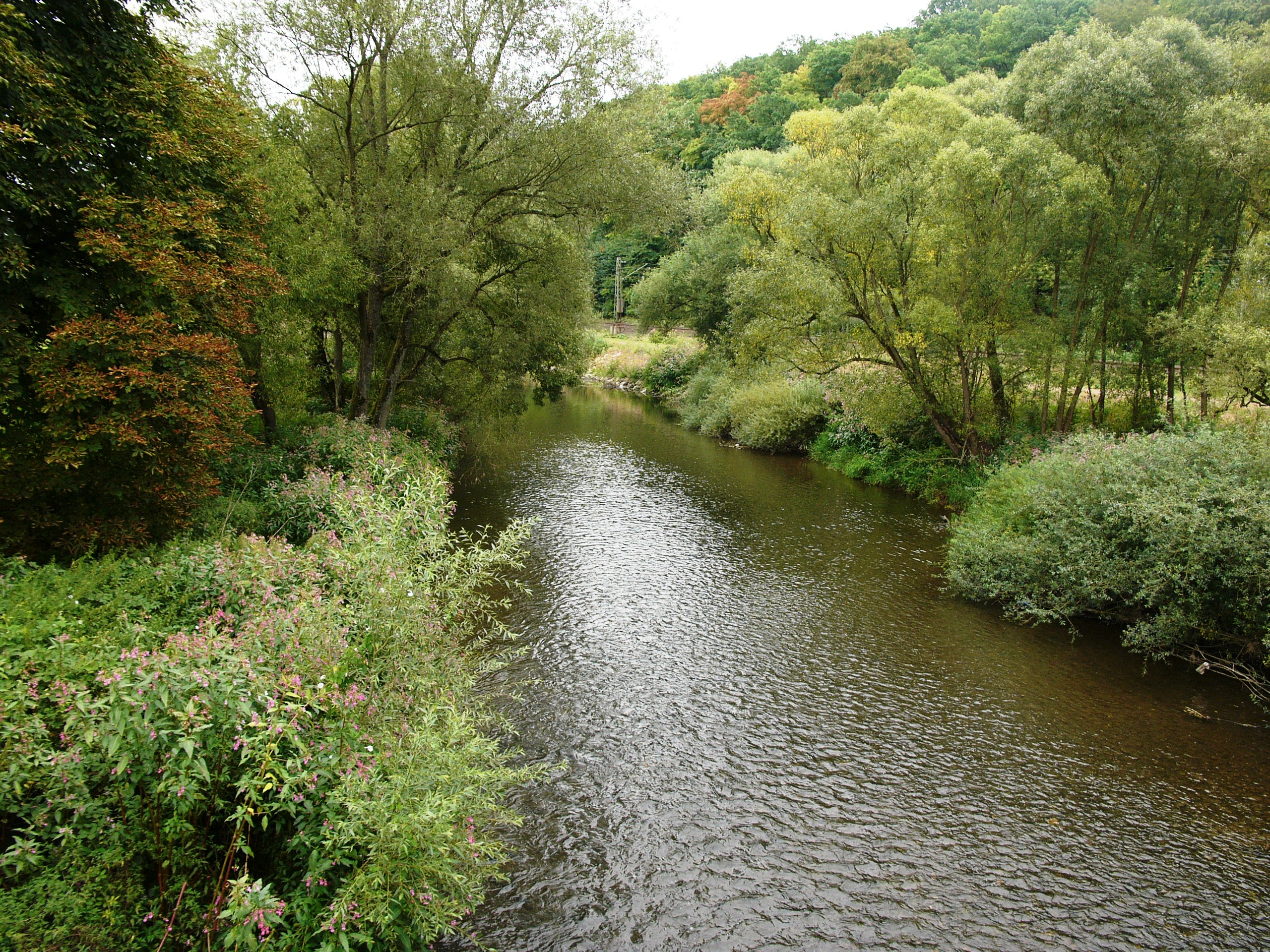
Die Dill bei Werdorf

Werdorf liegt im Tal der Dill, gegenüber von Berghausen und zwischen dem Westerwald (Westen) und dem Gladenbacher Bergland (Osten), mitten im Lahn-Dill-Gebiet. Im Westen liegt Ehringshausen, im Süden Berghausen und im Osten die Kernstadt von Aßlar. Im Norden wird der Ort von Wald mit dem 333 m hohen Behlkopf umgeben. Die nächste größere Stadt ist Wetzlar.

## Geschichte

### Historische Namensformen
In erhaltenen Urkunden wurde Werdorf unter den folgenden Ortsnamen erwähnt (in Klammern das Jahr der Erwähnung):
- Wertorph, in (772/3) [2. Hälfte XII Jh., Codex Laureshamensis III, Nr. 3119 = 3687b]
- Werdorpher, in marca (772/3) [2. Hälfte XII Jh., Codex Laureshamensis III, Nr. 3119 = 3687b]
- Wertorph, in villa (782) [2. Hälfte XII Jh., Codex Laureshamensis III, Nr. 3105 = 3704c]
- Wertdorf (782) [2. Hälfte XII Jh., Codex Laureshamensis III, Nr. 3105 = 3704c]
- Wertorph, in (790) [2. Hälfte XII Jh., Codex Laureshamensis III, Nr. 3185 ]
- Wertorph, in villa (790) [2. Hälfte XII Jh., Codex Laureshamensis III, Nr. 3106 = 3714b]
- Wertorpher, in marca (790) [2. Hälfte XII Jh., Codex Laureshamensis III, Nr. 3106 = 3714b]
- Wertdorf, in (802/817) [XII Jh. Codex Eberhardi 1 I, 156 ra [62], S. 271 = Dronke, Traditiones Capitulum 6 Nr. 62, S. 37]
- Wertorph, in villa (817) [2. Hälfte XII Jh., Codex Laureshamensis III, Nr. 3103 = 3729c]
- Werdorph, in villa (817) [2. Hälfte XII Jh., Codex Laureshamensis III, Nr. 3103 = 3729c]
- Werhtorf (1150) [Fälschung Wyss, Urkundenbuch der Deutschordens-Ballei 3, Nr. 1336, S. 311–313]

### Die Gründungslegende
Zur Gründung und Namensgebung von Werdorf gibt es eine Legende, die etwa wie folgt erzählt wird:
Es waren einmal zwei Gräfinnen, die an einen Ort an der Dill ritten. Ihnen gefiel dieser Ort, und sie ließen sich hier ein Schloss bauen. Als nun die Handwerker hier wohnten, sagte die eine: „Es werde eine Stadt!“ Die andere widersprach: „Nein, es werde ein Dorf!“
Und so wurde aus „Werd-Dorf“ der Name Werdorf.

### Ortsgeschichte
In der Bronzezeit siedelten Menschen an dem den Ort durchfließenden Schönbach, da dieser leichter zu überqueren war (oder bei Hochwasser sicherer war) als die Dill.
Im Jahre 772 wurde die Ortschaft Werdorf im Lorscher Codex soweit bekannt erstmals urkundlich erwähnt. Der Name leitet sich vom altgermanischen Wero ab, was „Mann“ bedeutet. Es war im 8./9. Jahrhundert im Besitz des Klosters Lorsch und bildete eine eigene Mark, die zeitweilig auch zum Bistum Speyer gehörte. Die Vogtei wurde 1255 im Zuge des Münzenberger Erbschaftsstreits an die Grafen von Sponheim verkauft. Graf Johann I. von Sponheim und sein Sohn Gottfried gaben diesen Besitz an die Grafen Heinrich und Marquard von Solms-Königsberg zu Lehen. Mittelpunkt des Ortes war die solmsische Vogtei mit einem herrschaftlichen Hof, auf dem im 14. Jahrhundert ein 1367 letztmals erwähntes Festes Haus und dann in den Jahren 1686–1690 das heutige Schloss errichtet wurde.
Kirchlich war Werdorf dem nahegelegenen Dillheim zugeordnet, bis im Zusammenhang mit der Errichtung des Schlosses auch eine eigene Pfarrei 1686 entstand, der das nahegelegene Berghausen als Filiale beigeordnet war. Seit dem 18. Jahrhundert sind des Weiteren jüdische Einwohner nachgewiesen. So existierten sowohl eine Synagoge als auch ein Jüdischer Friedhof. Außerdem entstanden eine Religionsschule und eine Mikwe. Gegen Ende des 19. Jahrhunderts sank die Zahl der jüdischen Einwohner, so dass im Jahre 1908 die jüdische Gemeinde, noch bestehend aus 4 jüdischen Einwohnern, aufgelöst wurde. Das jüdische Gotteshaus wurde im Jahr 1979 abgerissen. Der zwischen 1888 und 1941 genutzte Friedhof (Breitenbacher Straße) mit 1020 m² ist erhalten geblieben. In dieser Zeit wurden rund 50 Personen beigesetzt, neben Juden aus Werdorf auch jüdische Bewohner von Ehringshausen und Kölschhausen.
Hessische Gebietsreform (1970–1977)
Die bis dahin selbständige Gemeinde Werdorf wurde im Zuge der hessischen Gebietsreform zum 1. Januar 1977 kraft Landesgesetz in die Gemeinde Aßlar eingegliedert. Die Großgemeinde erhielt ein Jahr später, am 16. November 1978, die Stadtrechte. Für Werdorf wurde wie für alle Ortsteile von Aßlar ein Ortsbezirk eingerichtet.

### Verwaltungsgeschichte im Überblick
Die folgende Liste zeigt die Staaten und Verwaltungseinheiten, denen Werdorf angehört(e):
- 772/3: Lahngau; Werdorfer Mark (in pago Logenehe; in Werdorpher marca)
- 790: Erdaer Mark (in Erdeher marca)
- vor 1806: Heiliges Römisches Reich, Fürstentum Solms-Braunfels, Anteil der Grafschaft Solms, Amt Greifenstein
- ab 1806: Herzogtum Nassau,[Anm. 2] Amt Greifenstein
- ab 1816: Königreich Preußen,[Anm. 3] Provinz Großherzogtum Niederrhein, Regierungsbezirk Koblenz, Kreis Braunfels[9][Anm. 4]
- ab 1822: Königreich Preußen, Rheinprovinz, Regierungsbezirk Koblenz, Kreis Wetzlar
- ab 1866: Norddeutscher Bund,[Anm. 5] Königreich Preußen, Rheinprovinz, Regierungsbezirk Koblenz, Kreis Wetzlar[Anm. 6]
- ab 1871: Deutsches Reich, Königreich Preußen, Rheinprovinz, Regierungsbezirk Koblenz, Kreis Wetzlar
- ab 1918: Deutsches Reich (Weimarer Republik), Freistaat Preußen, Rheinprovinz, Regierungsbezirk Koblenz, Kreis Wetzlar
- ab 1932: Deutsches Reich, Freistaat Preußen, Provinz Hessen-Nassau, Regierungsbezirk Wiesbaden, Kreis Wetzlar
- ab 1944: Deutsches Reich, Freistaat Preußen, Provinz Nassau, Kreis Wetzlar
- ab 1945: Amerikanische Besatzungszone,[Anm. 7] Groß-Hessen, Regierungsbezirk Wiesbaden, Kreis Wetzlar
- ab 1946: Amerikanische Besatzungszone, Hessen, Regierungsbezirk Wiesbaden, Kreis Wetzlar
- ab 1949: Bundesrepublik Deutschland, Hessen, Regierungsbezirk Wiesbaden, Kreis Wetzlar
- ab 1968: Bundesrepublik Deutschland, Hessen, Regierungsbezirk Darmstadt, Kreis Wetzlar
- ab 1977: Bundesrepublik Deutschland, Land Hessen, Regierungsbezirk Darmstadt, Lahn-Dill-Kreis, Stadt Aßlar[Anm. 8]
- ab 1981: Bundesrepublik Deutschland, Land Hessen, Regierungsbezirk Gießen, Lahn-Dill-Kreis, Stadt Aßlar

### Ortswappen von Werdorf

Das Ortswappen von Werdorf – Roter Löwe mit blauer Zunge, angelehnt an den Solmser Löwen.

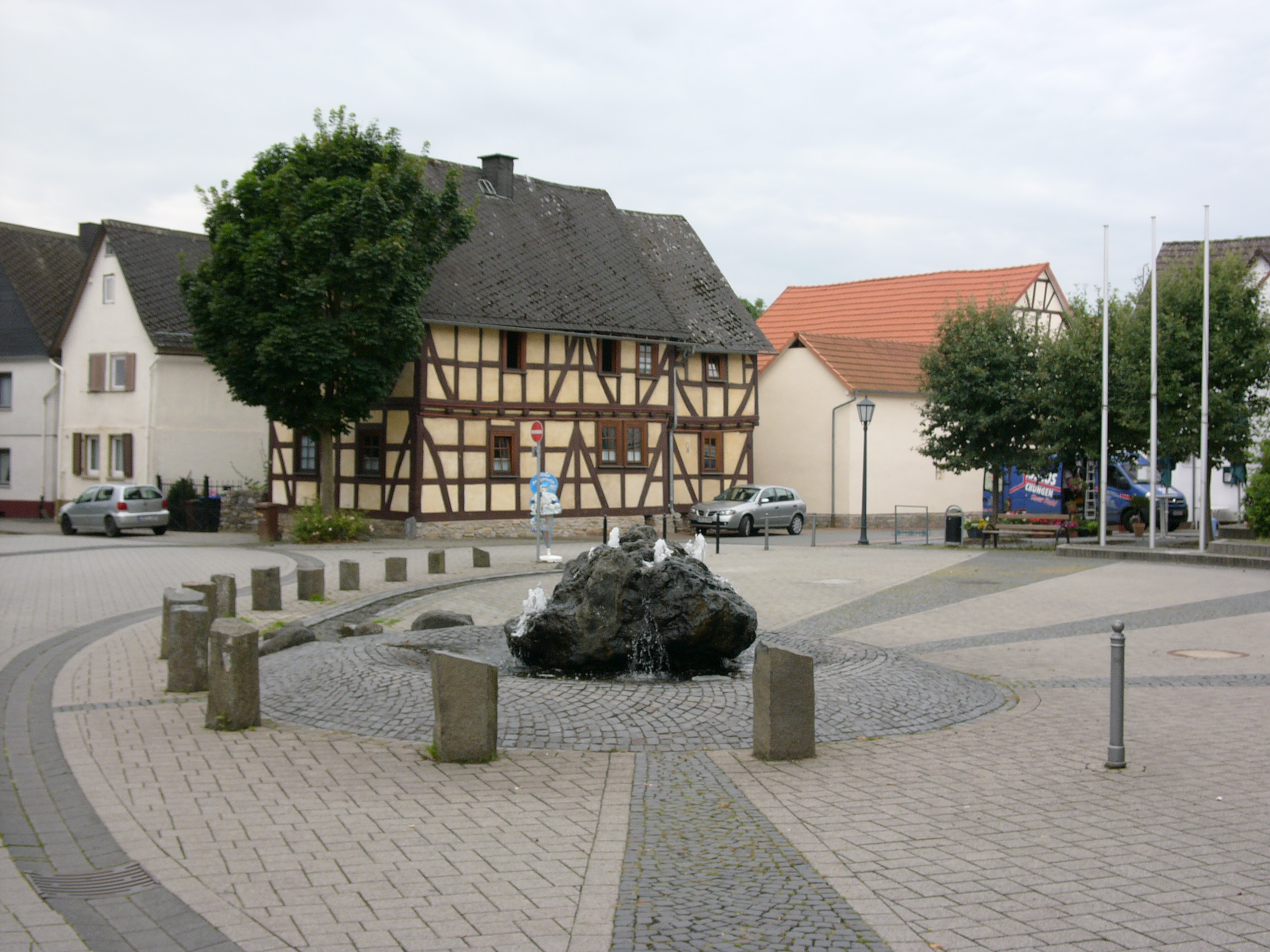
Dorfplatz

Werdorf war im Mittelalter ein bedeutender Ort an der unteren Dill und einer der Verwaltungsmittelpunkte der Grafschaft Solms. Das Wappen zeigt einen roten Löwen mit blauer Zunge. Dieser ist mit geringen stilistischen Abweichungen der Löwe des Solmser Wappens und zeigt somit nicht nur die Ortsherrschaft der Solmser, sondern auch die Gerichtshoheit der Grafen von Solms. Ein urkundlicher Nachweis findet sich bereits im Jahre 1513, hier wird das Wappen im „Sigil des Loer Gerichtz“ (Siegel) als Werdorfer Wappenschild geführt. Man kann jedoch davon ausgehen, dass der Ursprung weiter in der Vergangenheit liegt, da das älteste noch erhaltene Loer Gerichtsbuch im Jahre 1512 begonnen wurde. Dass die „Werdorfer“ heute Kenntnis von „ihrem“ Wappen haben, verdanken sie der Lebensarbeit des Pfarrers Hermann Knodt aus Bad Nauheim, der bei seinen Studien eine Sammlung von Ortswappen aufstellte. Der einzige neuzeitliche Nachweis ist im hessischen Ortswappenbuch zu finden, aus dem Jahre 1956 (Hessisches Ortswappenbuch-Verlag: C. A. Starke Verlag).
Interessierte finden das Wappen unter anderem auf einem Wappenschild im Schloss Werdorf zusammen mit einer Ausgabe des Ortswappenbuches als Nachweis. Das Wappen wurde im Rahmen der 1250-Jahr-Feier vom Verein für Heimatgeschichte 1980 Werdorf e. V. im Museum der Ausstellung beigefügt.

## Bevölkerung

### Einwohnerstruktur 2011
Nach den Erhebungen des Zensus 2011 lebten am Stichtag dem 9. Mai 2011 in Werdorf 3171 Einwohner. Darunter waren 174 (5,5 %) Ausländer.
Nach dem Lebensalter waren 501 Einwohner unter 18 Jahren, 1287 zwischen 18 und 49, 669 zwischen 50 und 64 und 717 Einwohner waren älter.
Die Einwohner lebten in 1302 Haushalten. Davon waren 357 Singlehaushalte, 420 Paare ohne Kinder und 390 Paare mit Kindern, sowie 102 Alleinerziehende und 33 Wohngemeinschaften. In 275 Haushalten lebten ausschließlich Senioren und in 576 Haushaltungen lebten keine Senioren.

### Einwohnerentwicklung
| Werdorf: Einwohnerzahlen von 1834 bis 2020 | Werdorf: Einwohnerzahlen von 1834 bis 2020 | Werdorf: Einwohnerzahlen von 1834 bis 2020 | Werdorf: Einwohnerzahlen von 1834 bis 2020 | Werdorf: Einwohnerzahlen von 1834 bis 2020 |
| --- | ------------------------------------------ | ------------------------------------------ | ------------------------------------------ | ------------------------------------------ |
| Jahr |                                            |                                            |                                            | Einwohner                                  |
| 1834 | 1834                                       |                                            | 725                                        | 725                                        |
| 1840 | 1840                                       |                                            | 851                                        | 851                                        |
| 1846 | 1846                                       |                                            | 913                                        | 913                                        |
| 1852 | 1852                                       |                                            | 878                                        | 878                                        |
| 1858 | 1858                                       |                                            | 869                                        | 869                                        |
| 1864 | 1864                                       |                                            | 927                                        | 927                                        |
| 1871 | 1871                                       |                                            | 897                                        | 897                                        |
| 1875 | 1875                                       |                                            | 904                                        | 904                                        |
| 1885 | 1885                                       |                                            | 936                                        | 936                                        |
| 1895 | 1895                                       |                                            | 1.021                                      | 1.021                                      |
| 1905 | 1905                                       |                                            | 1.053                                      | 1.053                                      |
| 1910 | 1910                                       |                                            | 1.128                                      | 1.128                                      |
| 1925 | 1925                                       |                                            | 1.291                                      | 1.291                                      |
| 1939 | 1939                                       |                                            | 1.431                                      | 1.431                                      |
| 1946 | 1946                                       |                                            | 2.016                                      | 2.016                                      |
| 1950 | 1950                                       |                                            | 2.139                                      | 2.139                                      |
| 1956 | 1956                                       |                                            | 2.063                                      | 2.063                                      |
| 1961 | 1961                                       |                                            | 2.137                                      | 2.137                                      |
| 1967 | 1967                                       |                                            | 2.211                                      | 2.211                                      |
| 1970 | 1970                                       |                                            | 2.291                                      | 2.291                                      |
| 1980 | 1980                                       |                                            | ?                                          | ?                                          |
| 1990 | 1990                                       |                                            | ?                                          | ?                                          |
| 2000 | 2000                                       |                                            | ?                                          | ?                                          |
| 2011 | 2011                                       |                                            | 3.171                                      | 3.171                                      |
| 2015 | 2015                                       |                                            | 3.078                                      | 3.078                                      |
| 2020 | 2020                                       |                                            | 3.026                                      | 3.026                                      |
| Datenquelle: Historisches Gemeindeverzeichnis für Hessen: Die Bevölkerung der Gemeinden 1834 bis 1967. Wiesbaden: Hessisches Statistisches Landesamt, 1968. Weitere Quellen: LAGIS; Zensus 2011; nach 2011 – Stadt Aßlar: 2015, 2020 |                                            |                                            |                                            |                                            |

### Historische Religionszugehörigkeit
| 1834: | 680 evangelische, 4 katholischen und 21 jüdische Einwohner              |
| 1961: | 1779 evangelische (= 83,25 %) und 333 (= 15,58 %) katholische Einwohner |

## Politik und Gerichtsbarkeit
Für Werdorf besteht ein Ortsbezirk (Gebiete der ehemaligen Gemeinde Werdorf) mit Ortsbeirat und Ortsvorsteher nach der Hessischen Gemeindeordnung.
Der Ortsbeirat besteht aus neun Mitgliedern. Bei den Kommunalwahlen in Hessen 2021 betrug die Wahlbeteiligung zum Ortsbeirat 45,37 %. Dabei wurden gewählt: drei Mitglieder der „Freien Wählergmeinschaft“ (FWG) und der SPD, zwei Mitglieder des Bündnis 90/Die Grünen und ein Mitglied der CDU. Der Ortsbeirat wählte Birger Hahn (SPD) zum Ortsvorsteher.
Im Ort befindet sich ein Ortsgericht, das auch für den Nachbarort Berghausen zuständig ist. Werdorf liegt des Weiteren im Zuständigkeitsbereich des Amtsgerichts Wetzlar.

## Kultur und Sehenswürdigkeiten

### Bauwerke

#### Werdorfer Schloss

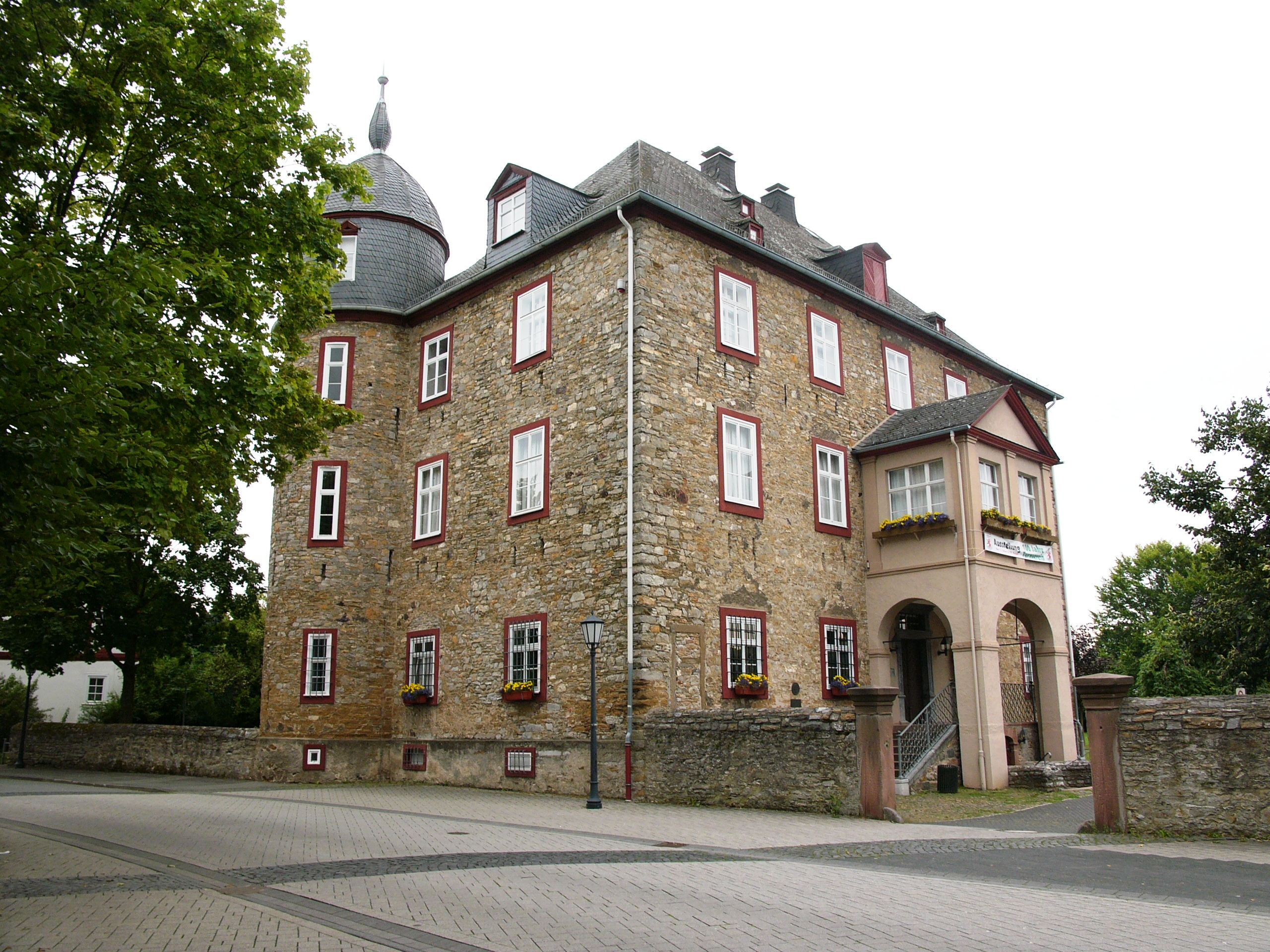
Werdorfer Schloss

In den Jahren 1680 bis 1700 wurde das Barockschloss von den Grafen zu Solms-Greifenstein erbaut. Es diente als Witwen- sowie als Sommersitz für die gräfliche Familie. Am 14. September 1701 heiratete der Hofkeller zu Braunfels, Johann Hyppolitus von Staden, die aus Werdorf stammende Maria Katharina Schweitzer im Schloss zu Werdorf. Es war 1720 ein Fideikommissgut und wurde seit dem Ende des 19. Jahrhunderts mehrmals als Lehranstalt genutzt.
Der dreigeschossige Hauptbau besitzt an der Nordseite einen übergiebelten Mittelrisalit und zwei haubenbekrönte Ecktürme mit Schießscharten. An der Südfront befindet sich ein Eingangsbau aus dem Jahr 1914, der durch den Architekten Carl Seiler aus Braunfels gestaltet wurde.
Heute wird das Fürstenzimmer vom Standesamt Aßlar als offizielles Trauzimmer genutzt. In den übrigen Räumen ist seit 1982 das Museum für Heimatkunde untergebracht.

#### Evangelische Pfarrkirche

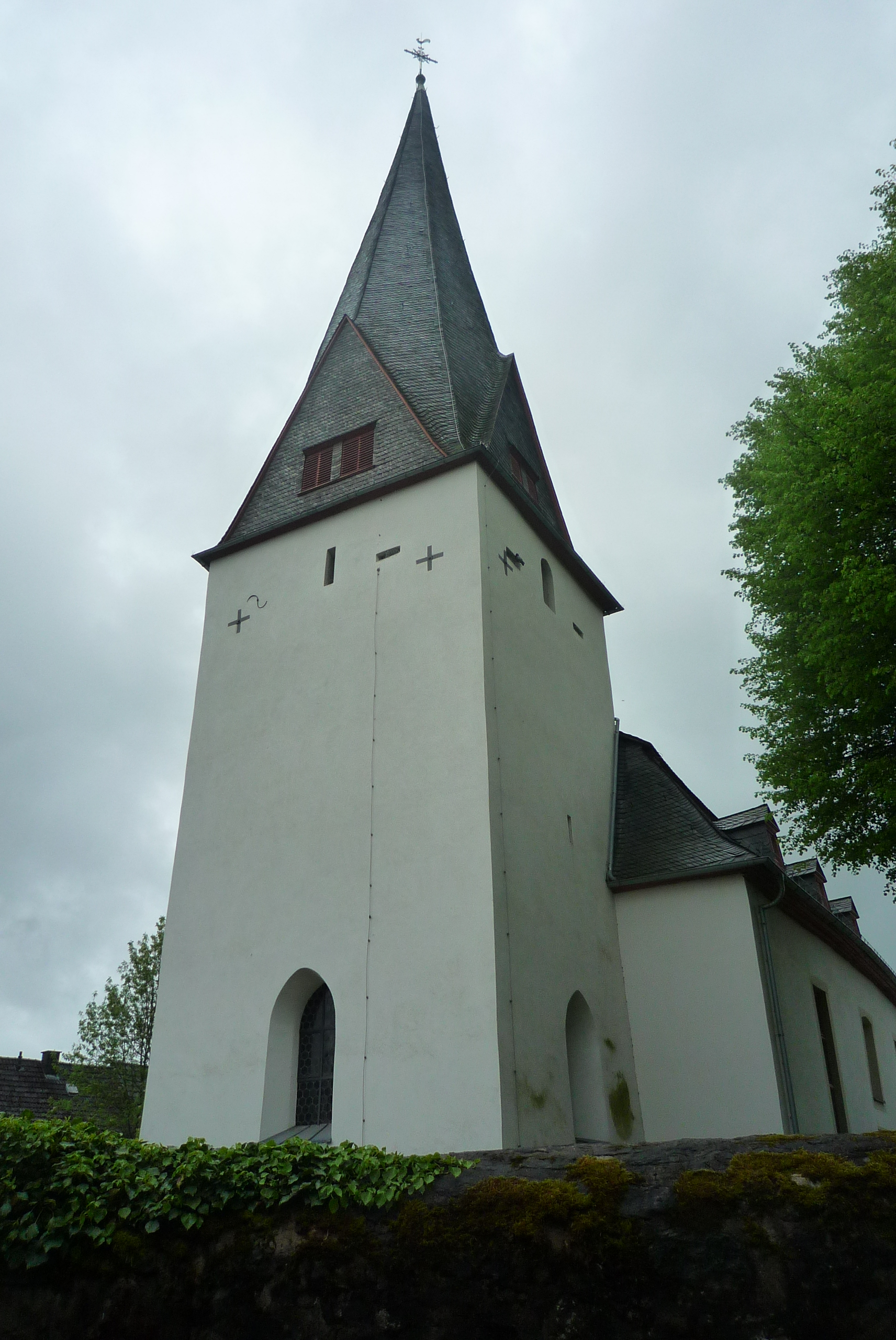
Evangelische Pfarrkirche

Die Evangelische Kirche von Werdorf bildet den Ortsmittelpunkt. Erst durch die Errichtung des Schlosses wird das 1253 erstmals erwähnte Gotteshaus zur Pfarrkirche erhoben. Die Kirche besteht aus einem spätromanischen Chorturm und einem Kirchenschiff in Saalbauweise, das erst 1755 bis 1757 errichtet wurde. Der Chorturm besitzt zudem zwei Wehrgeschosse mit Spitzhelmdach und ist 34 Meter hoch.

## Verkehr und Infrastruktur
Durch Werdorf verläuft die Bundesstraße 277, die von Dillenburg kommend nach Wetzlar führt. Nördlich des Dorfes verläuft die Trasse der Autobahn 45, an die in Ehringshausen Anschluss besteht. In der Ortsmitte zweigt die Kreisstraße 385 in Richtung Süden, nach Berghausen, ab. Sie ist in Werdorf als Bahnhofstraße geführt. Im Jahr 1889 wurde auch ein Haltepunkt an der neugebauten Dillstrecke am südlichen Ortsrand eingerichtet. Er wird im Schienenpersonennahverkehr bedient.
Der Ort besitzt eine Grundschule, eine Kindertagesstätte und eine Sporthalle. Außerdem verfügt Werdorf über eine eigene Freiwillige Feuerwehr und zwei Supermärkte.

## Söhne und Töchter des Ortes
- Philipp Schweitzer (1683–1754), Glockengießer
- Manfred Mutz (1945–2013), Pädagoge und SPD-Politiker
- Adelheid Vogels (* 1957), Schriftstellerin und Sängerin